# Осётров, Тимофей Николаевич
Тимофей Николаевич Осётров (22 января 1920 — 21 октября 2018, Москва, Россия) — советский партийный деятель. Член КПСС с 1947 года; член ЦРК КПСС (1971—1986), второй секретарь ЦК КП Узбекистана (1983—1986). Депутат Совета Союза Верховного Совета СССР (1970—1989) от Ферганской области. Депутат Верховного Совета Узбекской ССР.

## Биография
Окончил Московский авиационный технологический институт.
- в 1939—1941 годах — рабочий хлебозавода в Ленинграде.
- в 1941—1947 годах — технолог машиностроительного завода.
- в 1947—1949 годах — второй, первый секретарь Коминтерновского РК ВЛКСМ, Москва
- в 1949—1954 годах — секретарь, второй, первый секретарь Челябинского ОК ВЛКСМ
- с 1954 года — в аппарате ЦК КПСС.
- в 1954—1970 годах — инструктор, зам. зав., зав. сектором ЦК КПСС
- в 1970—1983 годах — первый зам. пред. Совета Министров Узбекистана
- с 1983 по 1986 — второй секретарь ЦК Компартии Узбекистана.

13 декабря 1986 года арестован. Содержался в специзоляторе № 4 МВД СССР, г. Москва. Обвинялся в взяточничестве. На него дал показания Ю.Чурбанов (якобы, получал от него взятку 25 тысяч рублей). Все отрицал на 14 очных ставках. В мае 1987 г. предъявлено обвинение в получении 52-х взяток на общую сумму 1.002.298 р. На него как взяткополучателя указал на суде экс-1-й секретарь Бухарского обкома Каримов.
30 мая 1989 года освобожден из-под стражи. Одна из самых крупных фигур по «узбекскому делу». В своей книге В.Илюхин так писал по этому вопросу: «Осетров принадлежал к числу тех немногих, кого не удалось сломить, несмотря на все ухищрения следствия. Он стойко выдержал шантаж, угрозы, клевету». В конце 1989 года дело было прекращено. Прокуратура СССР принесла ему официальные извинения, был восстановлен в КПСС и получил персональную пенсию.
Скончался в Москве 21 октября 2018 года в возрасте 98 лет. Похоронен на Троекуровском кладбище.

## Награды
- 2 ордена Ленина (10.12.1973; 25.12.1976)
- орден Октябрьской Революции (25.10.1971)
- орден Трудового Красного Знамени (30.04.1966)
- орден Дружбы народов (21.01.1980)
- орден «Знак Почёта» (16.03.1949)
- медаль «За трудовую доблесть» (28.10.1948)
- другие медали